# Saint-Léger-le-Petit
Saint-Léger-le-Petit település Franciaországban, Cher megyében. Lakosainak száma 354 fő (2022. január 1.). Saint-Léger-le-Petit Argenvières, Beffes, Jussy-le-Chaudrier, La Marche és Tronsanges községekkel határos.

## Népesség
A település népessége az elmúlt években az alábbi módon változott:
| Lakosok száma | 438  | 324  | 330  | 387  | 369  | 360  | 355  | 349  | 346  | 354  |
|               | 1968 | 1982 | 1990 | 2006 | 2013 | 2015 | 2017 | 2019 | 2020 | 2022 |